# Apodemia deserti
Apodemia deserti är en fjärilsart som beskrevs av Barnes och Mcdunnough 1916. Apodemia deserti ingår i släktet Apodemia och familjen Riodinidae. Inga underarter finns listade i Catalogue of Life.